# Brittiska F3-mästerskapet 2010
Brittiska F3-mästerskapet var ett race som kördes över tio helger och 30 heat.

## Kalender
| Datum           | Bana              | Segrare Race 1   | Segrare Race 2       | Segrare Race 3   |
| --------------- | ----------------- | ---------------- | -------------------- | ---------------- |
| 3-5 april       | Oulton Park       | Jean-Éric Vergne | Rupert Svendsen-Cook | Jean-Éric Vergne |
| 1-2 maj         | Silverstone       | James Calado     | Alexander Sims       | James Calado     |
| 22-23 maj       | Magny-Cours       | Oliver Webb      | Jean-Éric Vergne     | Oliver Webb      |
| 29-30 maj       | Hockenheim        | Jean-Éric Vergne | Gabriel Dias         | Jean-Éric Vergne |
| 17-18 juli      | Rockingham        | Jean-Éric Vergne | Daniel McKenzie      | Felipe Nasr      |
| 30-31 juli      | Spa-Francorchamps | Jean-Éric Vergne | Jean-Éric Vergne     | Jean-Éric Vergne |
| 7-8 augusti     | Thruxton          | James Calado     | Jean-Éric Vergne     | Jean-Éric Vergne |
| 14-15 augusti   | Silverstone       | James Calado     | Adriano Buzaid       | Jean-Éric Vergne |
| 29-30 augusti   | Snetterton        | Jean-Éric Vergne | Gabriel Dias         | Adriano Buzaid   |
| 25-26 september | Brands Hatch      | Oliver Webb      | Daniel McKenzie      | James Calado     |